# Oettingen (fränkisch-schwäbisches Adelsgeschlecht)

Stammwappen der Grafen und Fürsten von Oettingen

Oettingen ist der Name eines edelfreien fränkischen und schwäbischen Adelsgeschlechts im Riesgau. Bereits 1147 gehörte es dem Grafenstand an. Die reichsunmittelbare Grafschaft Oettingen hatte im Reichstag bis 1803 Anteil an der Kuriatstimme der Grafenbank des Schwäbischen Reichskreises. Als regierende Grafen zählten die Oettinger zum Hochadel. Im Jahre 1674 wurde eine erste Linie des Hauses in den Fürstenstand erhoben, später folgten die anderen. 

## Geschichte

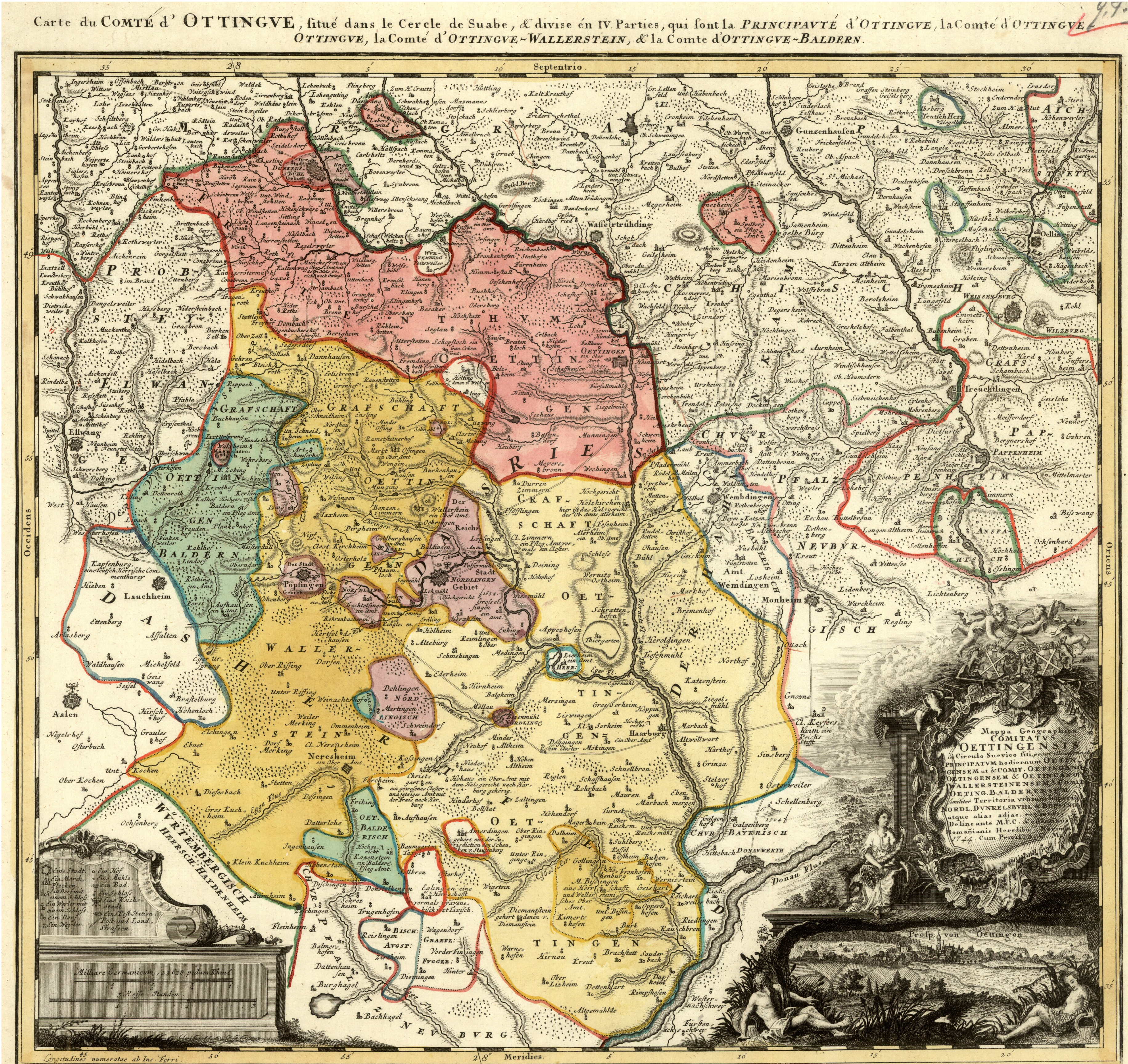
Die Oettingischen Landen im 18. Jahrhundert mit den Grafschaften:
Oettingen-Oettingen
Oettingen-Wallerstein
Oettingen-Baldern
Oettingen-Spielberg

Das Geschlecht der Oettingen leitet seine Abkunft zurück auf den 987 urkundlich erwähnten Fridericus comes und dessen vermuteten Sohn Sieghard V. (Sigehardus comes in pago Riezzin – Sieghard, Graf im Riesgau) aus dem Geschlecht der Sieghardinger, urkundlich 1007. Die Sieghardinger gelten auch als Vorfahren der Staufer, doch ist weder über die Vorfahren noch über etwaige Nachfahren der Grafen Fridericus und Sigehardus urkundlich irgendetwas bekannt. Eine entsprechende Abkunft der Oettingen ist daher rein spekulativ. 
Die Stammreihe als Grafen von Oettingen beginnt (urkundlich 1147) mit Ludovicus comes de Otingen, der in diesem Jahr die alte staufische Gaugrafschaft im Ries als Lehen übertragen bekam, oder (urkundlich um 1150) seinem Bruder Chuno comes de Othingen. Die Verwandtschaft der Oettinger mit den Staufern wird durch Urkunden belegt, ohne dass der genaue verwandtschaftliche Zusammenhang deutlich wird. Die Oettinger saßen auf ihrer Stammburg an der Stelle des späteren Alten Schlosses Oettingen und erbauten als Vasallen der Staufer um 1200 die Burg Steinsberg.
Vom 12. bis zum 14. Jahrhundert gewann die Familie das größte weltliche Territorium in Ostschwaben. Die Grafschaft Oettingen lag um die Reichsstadt Nördlingen im heutigen Bayern bzw. Baden-Württemberg. Am Ende des Alten Reiches 1806 umfasste das Gebiet rund 850 km² und hatte rund 60.000 Einwohner.

## Teilungen und Linien
Ludwig I. wird erstmals urkundlich im Jahr 1141 erwähnt.
Im Jahr 1410 kommt es zur ersten großen Teilung des Hauses Oettingen zwischen den Brüdern:
- Friedrich III. († 1423)
- Ludwig XI. († 1440), dessen Gebiete gingen an seinen Sohn Ludwig XII. (1380–1422) über, der ohne Erben starb.

Nach dem Tod Friedrich III. teilt sich das Haus Oettingen im Jahr 1442 auf seine Söhne in die:
Linie Wallerstein
- Johann I. († 1449) 
  - Ludwig XII. († 1489)

Linie Flochberg
- Ulrich († 1477) 
  - Joachim († 1520) 
    - Martin (1500–1549)

Linie Oettingen, welche sich im Jahr 1485 weiter teilte
- Wilhelm I. († 1467)
  - Johann II. (1457–1519), Herr zu Condé
  - Wolfgang I. (1455–1522), dessen Söhne Karl Wolfgang und Ludwig XV. teilten sich die Regentschaft über die Grafschaft auf.
    - Karl Wolfgang (1484–1549), regierte über das Gebiet südlich der Eger. Er entschied sich für den evangelischen Glauben und wählte als seine Residenz Burg Harburg. Dort starb er ohne Erben. Seine Gebiete gingen erst an Friedrich V. aus der katholischen Linie Oettingen-Alt-Wallerstein über. Zwei Jahre später gingen die Gebiete vollständig dann an seinen Bruder Ludwig XV., der sie wieder reformierte.[3]
    - Ludwig XV. (1486–1557), Stammvater der nachfolgenden Linien, trat zum Protestantismus über

Unter den Söhnen Ludwigs XV. spaltete sich das Haus 1522 in zwei Linien:
- die evangelische Linie Oettingen-Oettingen
  - Ludwig XVI. (1508–1569) blieb evangelisch und gründete die Linie, die sieben Zwölftel der Besitzungen erhielt. Oettingen-Oettingen wurde im Jahr 1674 in den Reichsfürstenstand erhoben. Mit dem Tod Fürst Albrecht Ernsts II. (1669–1731) im Jahr 1731 erlosch sie. Das Erbe wurde aufgeteilt zu zwei Drittel an die Linie Oettingen-Wallerstein und zu einem Drittel an die Linie Oettingen-Spielberg. → Hauptartikel: Oettingen-Oettingen
- die katholische Linie Oettingen-Alt-Wallerstein
  - Friedrich V. (1516–1579), jüngerer Bruder Ludwigs XVI., bekannte sich zum Katholizismus und gründete die katholische Linie, die fünf Zwölftel der Besitzungen erhielt.
    - Wilhelm II.  (1544–1602)

Die Linie Oettingen-Alt-Wallerstein teilte sich 1623/1694 in die drei Linien:
- Oettingen-Spielberg, in den Fürstenstand erhoben 1734 – sie erhielt 1731 beim Aussterben von Oettingen-Oettingen ein Drittel von deren Besitzungen. Im Besitz der Spielberger Linie war die Burg Spielberg von 1363 bis 1983. Bis heute sind Schloss Oettingen und Schloss Hirschbrunn im Besitz der Linie. → Hauptartikel: Oettingen-Spielberg
- Oettingen-Wallerstein, in den Fürstenstand erhoben 1774 – sie erhielt 1731 zwei Drittel der Besitzungen von Oettingen-Oettingen. Diese Linie besaß auch die Herrschaft Dagstuhl (heute zu Wadern im Saarland), für die sie 1803 mit kirchlichem Besitz in Bayern und Württemberg entschädigt wurde (Kloster Maihingen, bis 1946 im Besitz, und Kloster St. Mang in Füssen, bis 1839 im Besitz). Bis heute befinden sich die Schlösser Wallerstein, Baldern und Hohenaltheim im Besitz der Linie Oettingen-Wallerstein. Die Burg Harburg ist seit dem Jahr 2000 im Eigentum der Gemeinnützigen Fürst zu Oettingen-Wallerstein Kulturstiftung. → Hauptartikel: Oettingen-Wallerstein
- Oettingen-Baldern, sie starb 1798 aus und ihre Besitzungen, darunter Schloss Baldern und Burg Katzenstein, gingen an die Linie Oettingen-Wallerstein über. → Hauptartikel: Oettingen-Baldern

Übersicht über die Teilungen und Linien des Hauses Oettingen:
| Oettingen Teilung                                                            |                                                                              |                                                                              |                                                                              |                                                                           |                                                                           |
| Flochberg                                                                    |                                                                              | Wallerstein                                                                  |                                                                              | Oettingen                                                                 | Oettingen                                                                 |
| Flochberg                                                                    |                                                                              |                                                                              |                                                                              |                                                                           |                                                                           |
|                                                                              |                                                                              |                                                                              |                                                                              |                                                                           |                                                                           |
|                                                                              |                                                                              |                                                                              |                                                                              |                                                                           |                                                                           |
|                                                                              |                                                                              |                                                                              |                                                                              |                                                                           |                                                                           |
| konfessionelle Teilung 1522                                                  |                                                                              |                                                                              |                                                                              |                                                                           |                                                                           |
| Oettingen-Alt-Wallerstein (katholisch) erhielt fünf Zwölftel der Besitzungen | Oettingen-Alt-Wallerstein (katholisch) erhielt fünf Zwölftel der Besitzungen | Oettingen-Alt-Wallerstein (katholisch) erhielt fünf Zwölftel der Besitzungen | Oettingen-Alt-Wallerstein (katholisch) erhielt fünf Zwölftel der Besitzungen | Oettingen-Oettingen (evangelisch) erhielt sieben Zwölftel der Besitzungen | Oettingen-Oettingen (evangelisch) erhielt sieben Zwölftel der Besitzungen |
| Teilung 1623/1694 in die drei Linien:                                        |                                                                              |                                                                              |                                                                              | Oettingen-Oettingen (evangelisch) erhielt sieben Zwölftel der Besitzungen | Oettingen-Oettingen (evangelisch) erhielt sieben Zwölftel der Besitzungen |
| Oettingen-Baldern                                                            | Oettingen-Baldern                                                            | Oettingen-Wallerstein                                                        | Oettingen-Spielberg                                                          | erlischt 1731 Erbe aufgeteilt zu                                          | erlischt 1731 Erbe aufgeteilt zu                                          |
| Linie Baldern                                                                | Zweig Katzenstein                                                            |                                                                              |                                                                              | erlischt 1731 Erbe aufgeteilt zu                                          | erlischt 1731 Erbe aufgeteilt zu                                          |
| Linie Baldern                                                                | Zweig Katzenstein                                                            | zwei Drittel                                                                 | einem Drittel                                                                |                                                                           |                                                                           |
| beerbt von Zweig Katzenstein 1687                                            |                                                                              |                                                                              |                                                                              |                                                                           |                                                                           |
| beerbt von Oettingen-Wallerstein 1798                                        |                                                                              |                                                                              |                                                                              |                                                                           |                                                                           |

## Wappen
Blasonierung des Stammwappens: „Auf rot-goldenem Eisenhutfeh ein blauer Herzschild, alles belegt mit einem durchgehenden silbernen Schragen. Auf dem Helm mit rot-goldenen Decken ein wachsender goldener Brackenrumpf, dessen beide rote Ohren belegt mit dem Schragen.“

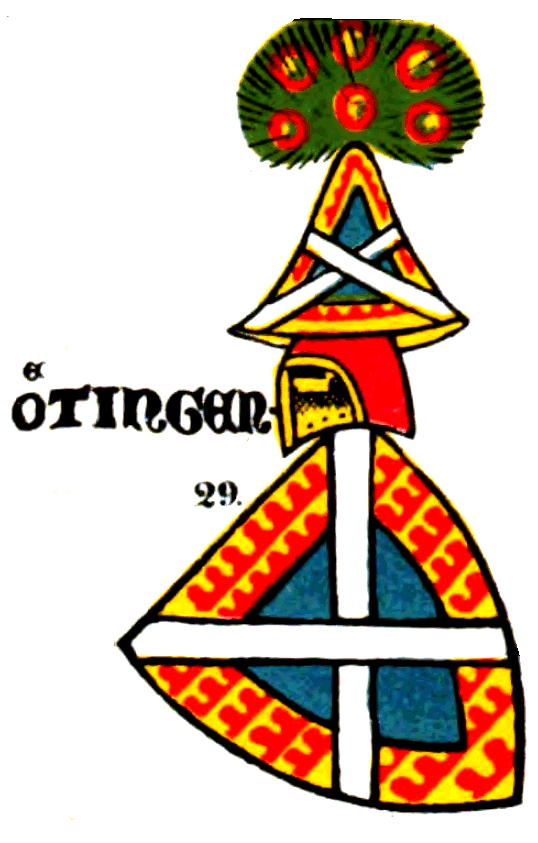
Wappen „Ötingen“ in der Zürcher Wappenrolle, um 1340
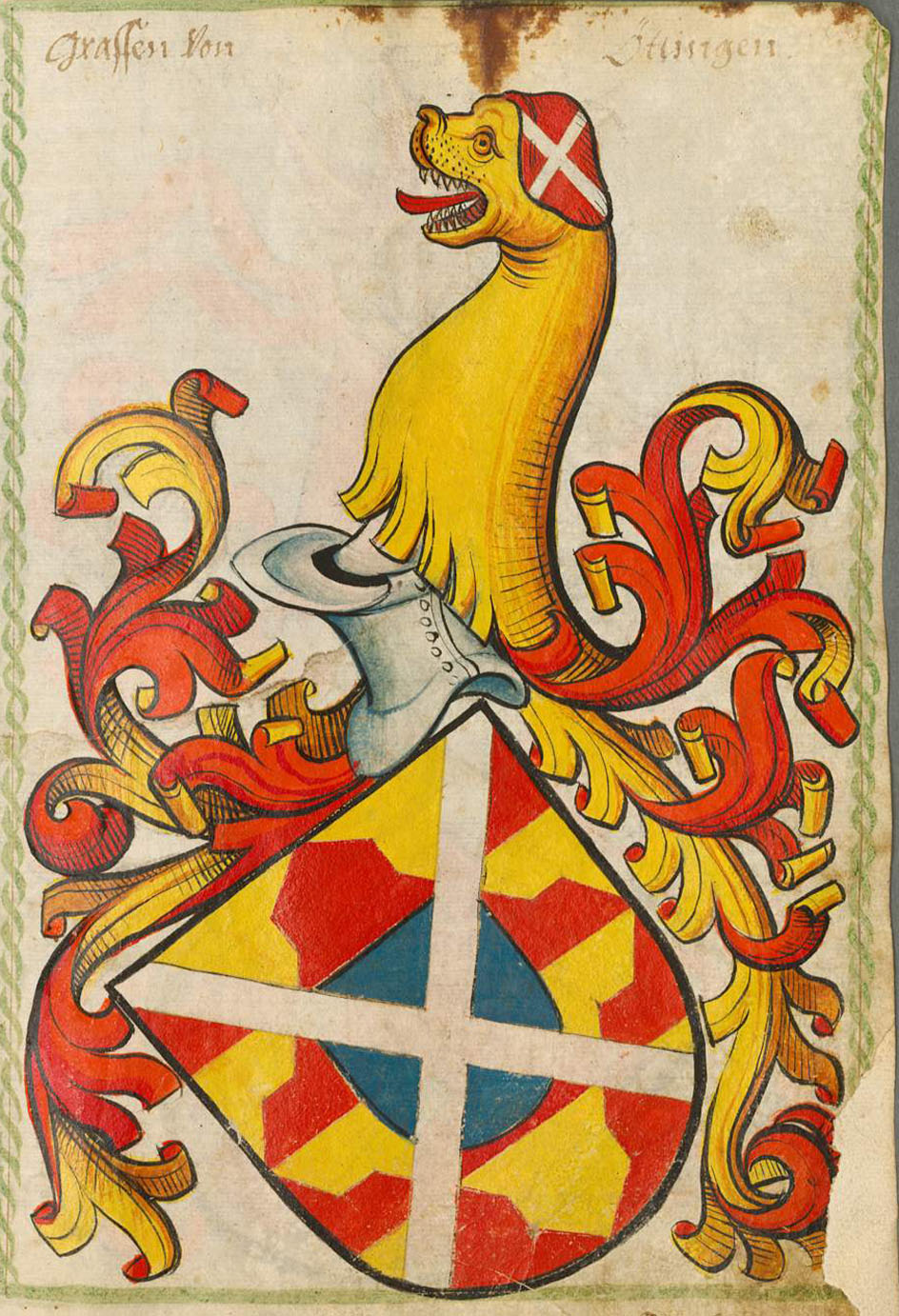
Wappen der Grafen von Oettingen aus dem Scheiblerschen Wappenbuch um 1450–1480
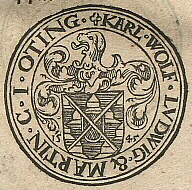
Münzrückseite aus dem 16. Jahrhundert aus der Regierungszeit der Grafen Karl Wolfgang und Ludwig XV. zu Oettingen und Martin zu Oettingen-Flochberg
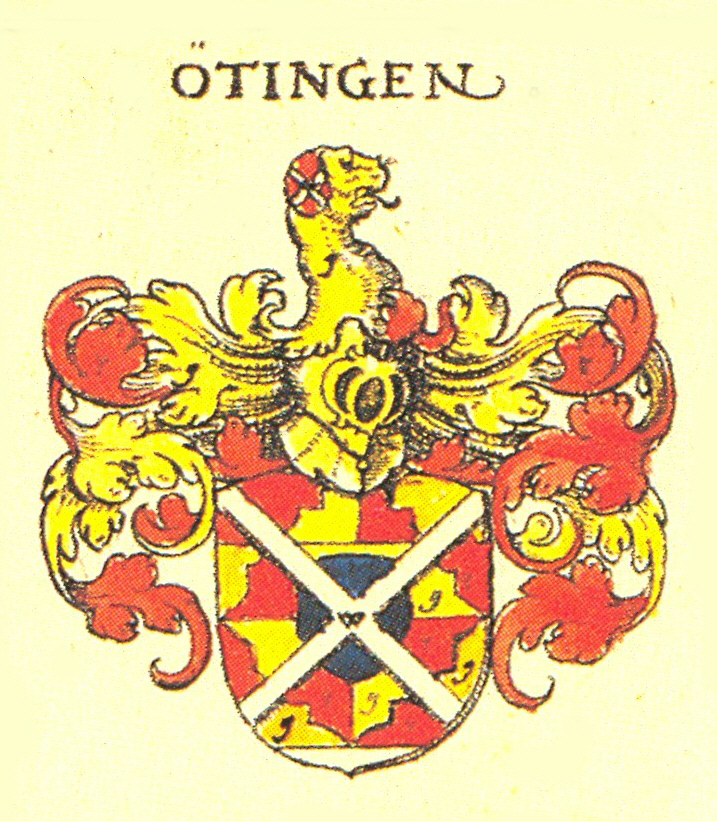
Wappen der Grafen von Oettingen aus Siebmachers Wappenbuch von 1605
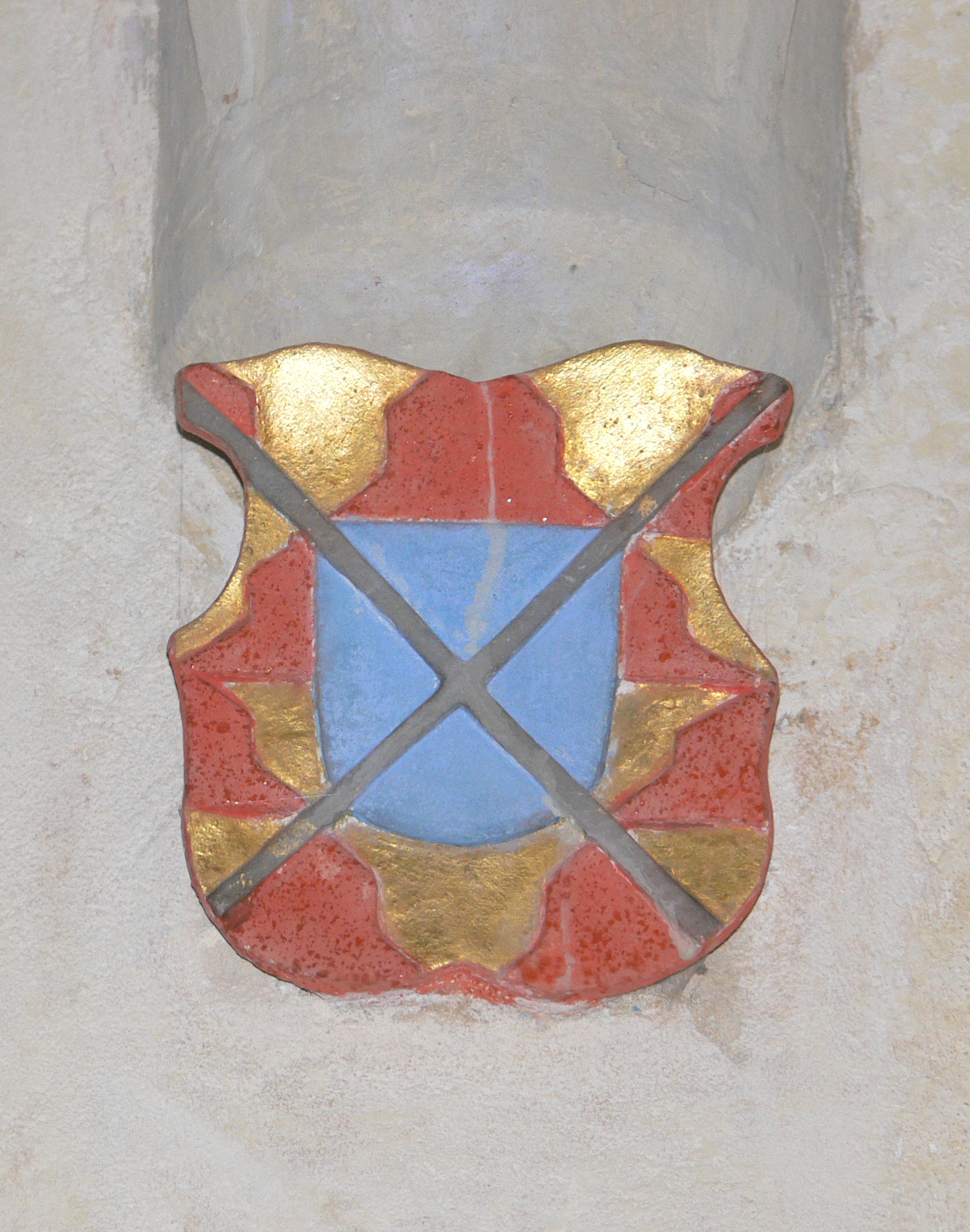
Gewölbeverzierung in der Wildensteiner Burgkapelle

## Persönlichkeiten
aufgeführt nach der jeweiligen Linie
- Oettingen
  - Siegfried Graf von Oettingen, Bischof von Bamberg 1237
  - Gutta von Oettingen (1302–1329), Tochter von König Albrecht I. von Habsburg
  - Irmengard von Oettingen (1304–1389), Pfalzgräfin bei Rhein, Ehefrau von Pfalzgraf Adolf, später Dominikanerin
  - Friedrich IV. von Oettingen, Bischof von Eichstätt (1383–1415)
  - Ludwig XI. von Oettingen († 1440)
  - Elisabeth von Oettingen, auch Elisabeth von Leuchtenberg, († 1406), Schwester des vorgenannten Bischofs, Hofdame des Pfälzer Kurfürsten und deutschen Königs Ruprecht III.
  - Wolfgang I. von Oettingen (1455–1522), Graf
  - Karl Wolfgang von Oettingen (1474–1549), Graf
  - Friedrich von Oettingen, Bischof von Passau (1485–1490)
  - Magdalena von Oettingen (1473–1525), Ehefrau von Graf Ulrich VII. von Montfort, ab 1520 Regentin in Tettnang

- Oettingen-Oettingen

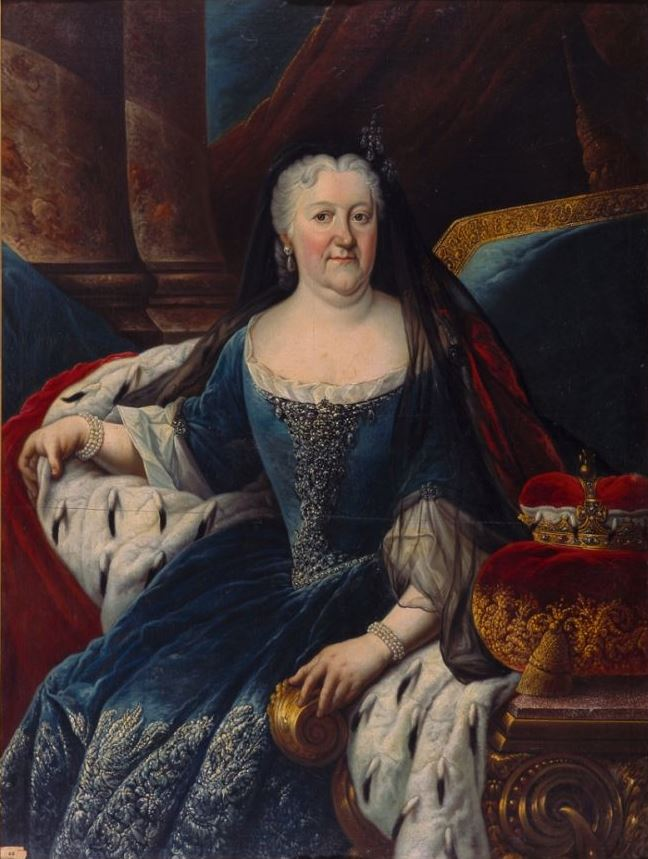
Christine Luise von Oettingen-Oettingen (1671–1747), durch Heirat Herzogin von Braunschweig-Wolfenbüttel

- - Gottfried von Oettingen-Oettingen (1569–1595), Graf zu Oettingen-Oettingen, unterzeichnete für sich und seine jüngeren Brüder Ludwig und Albrecht Ludwig die Konkordienformel von 1577 und das Konkordienbuch von 1580.[4]
  - Maria Dorothea Sophia von Oettingen-Oettingen (1639–1698), Prinzessin zu Oettingen-Oettingen und durch Heirat Herzogin von Württemberg
  - Albrecht Ernst I. Fürst zu Oettingen-Oettingen, (1642–1683), erster Fürst der Linie Oettingen-Oettingen
  - Eberhardine Sophie von Oettingen-Oettingen, (1666–1700), Fürstin des Fürstentums Ostfriesland
  - Albrecht Ernst II. Fürst zu Oettingen-Oettingen (1669–1731), letzter Fürst der Linie Oettingen-Oettingen und kaiserlicher General der Kavallerie
  - Christine Luise von Oettingen-Oettingen (1671–1747), Prinzessin zu Oettingen-Oettingen und durch Heirat Herzogin von Braunschweig-Wolfenbüttel sowie Fürstin von Blankenburg. Wird auch als eine „Stammmutter Europas“ bezeichnet.

- Oettingen-Wallerstein

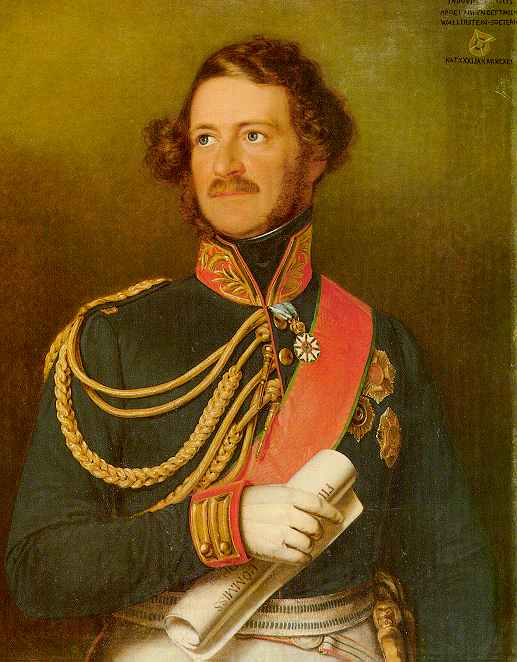
Ludwig Ernst Fürst von Oettingen-Wallerstein (1791–1870), bayerischer Innen- und Außenminister, Kronobersthofmeister

- - Ludwig Ernst Fürst zu Oettingen-Wallerstein (1791–1870), Staatsmann
  - Franz Ludwig zu Oettingen-Wallerstein (1795–1813), Rittmeister, gefallen in der Schlacht bei Hanau[5]
  - Eugen Fürst zu Oettingen-Wallerstein (1885–1969), Politiker

- Oettingen-Baldern
  - Maria Magdalena von Oettingen-Baldern (1619–1688), zweite Ehefrau von Markgraf Wilhelm I. von Baden-Baden
  - Franz Wilhelm von Oettingen-Baldern (1725–1798), Domherr zu Köln

- Oettingen-Spielberg
  - Maria Anna von Oettingen-Spielberg (1693–1729), Fürstin von Liechtenstein
  - Johann Aloys I. zu Oettingen-Spielberg (1707–1780), Fürst des Fürstentums Spielberg-Oettingen
  - Eleonore von Oettingen-Spielberg (1745–1812), Fürstin von Liechtenstein, Mitglied des Zirkels Kaiser Josephs II.
  - Alois III. zu Oettingen-Spielberg (1788–1855), Standesherr, Landtagsabgeordneter
  - Otto zu Oettingen-Spielberg (1815–1882), Standesherr, Landtagsabgeordneter
  - Gabriele Oettingen (* 1953), Biologin und Professorin für Psychologie

## Burgen und Schlösser
Die folgenden Schlösser und Güter befinden sich bis heute im Besitz der Familie:

### Oettingen-Spielberg

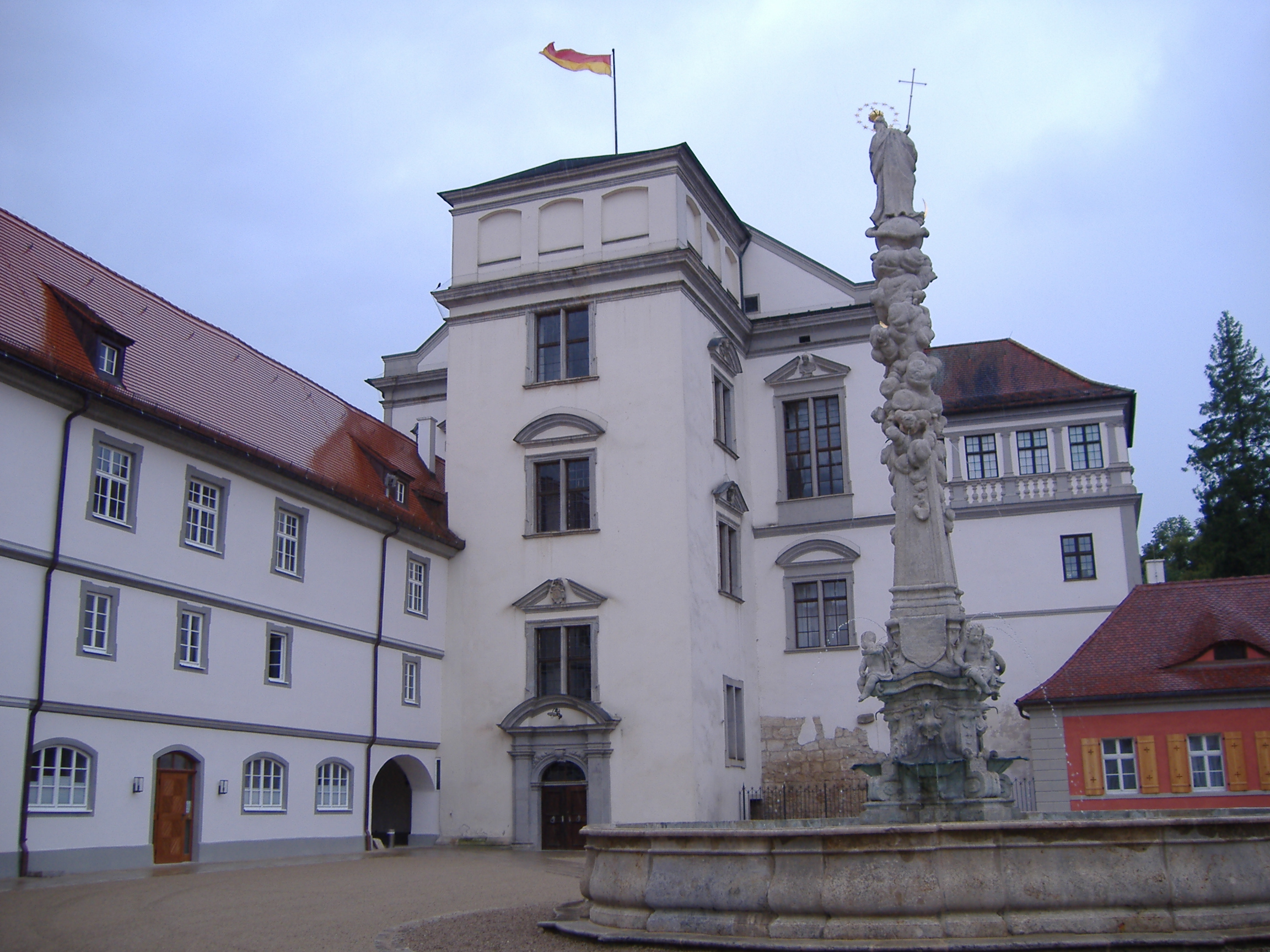
Schloss Oettingen
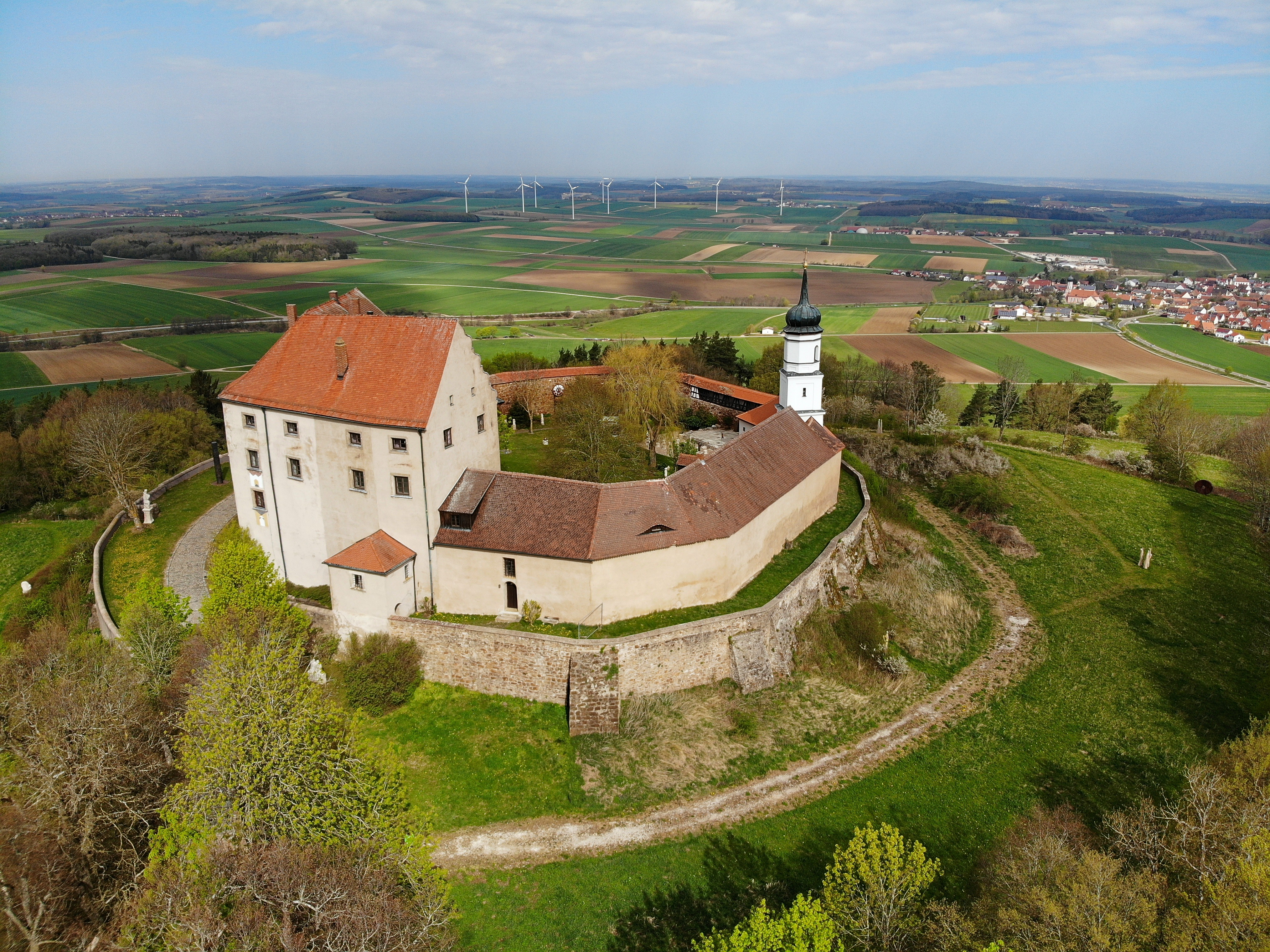
Burg Spielberg (bis 1983)
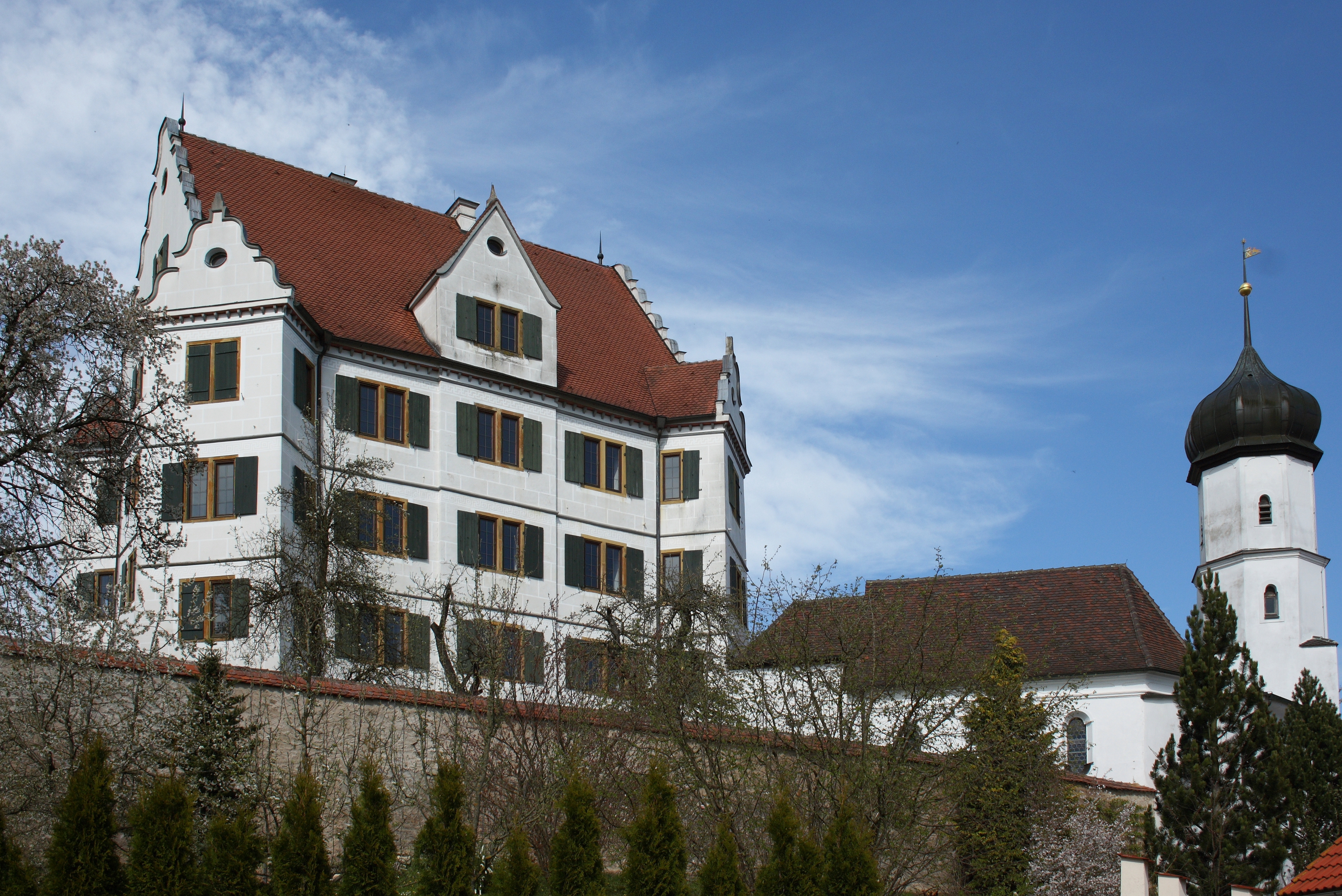
Schloss Hirschbrunn

### Oettingen-Wallerstein

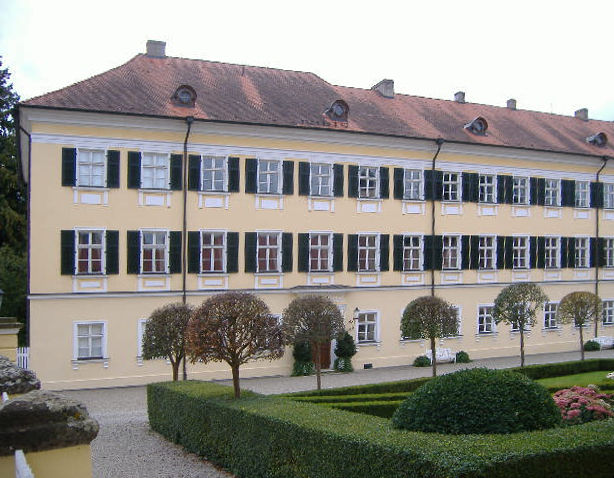
Schloss Wallerstein
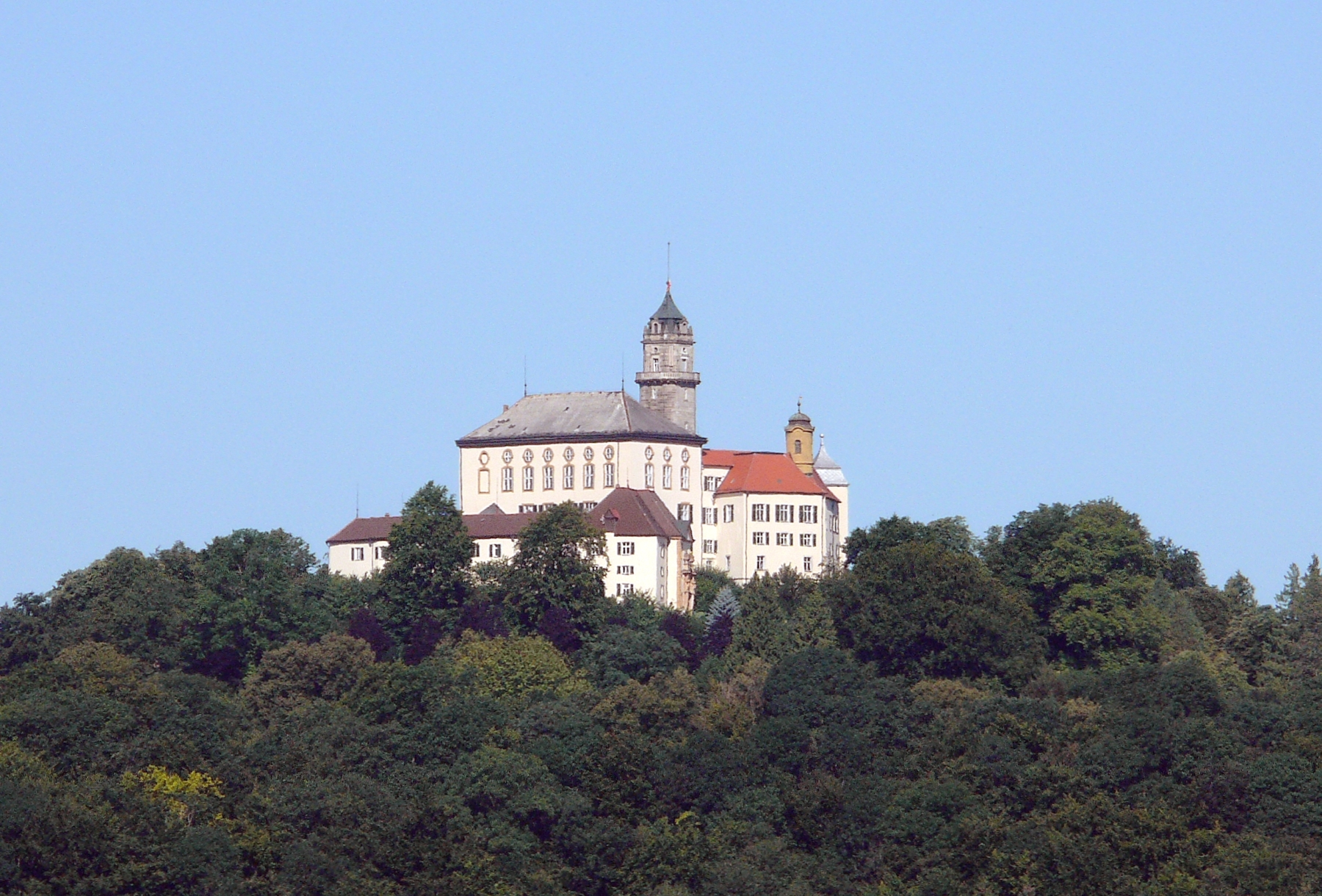
Schloss Baldern
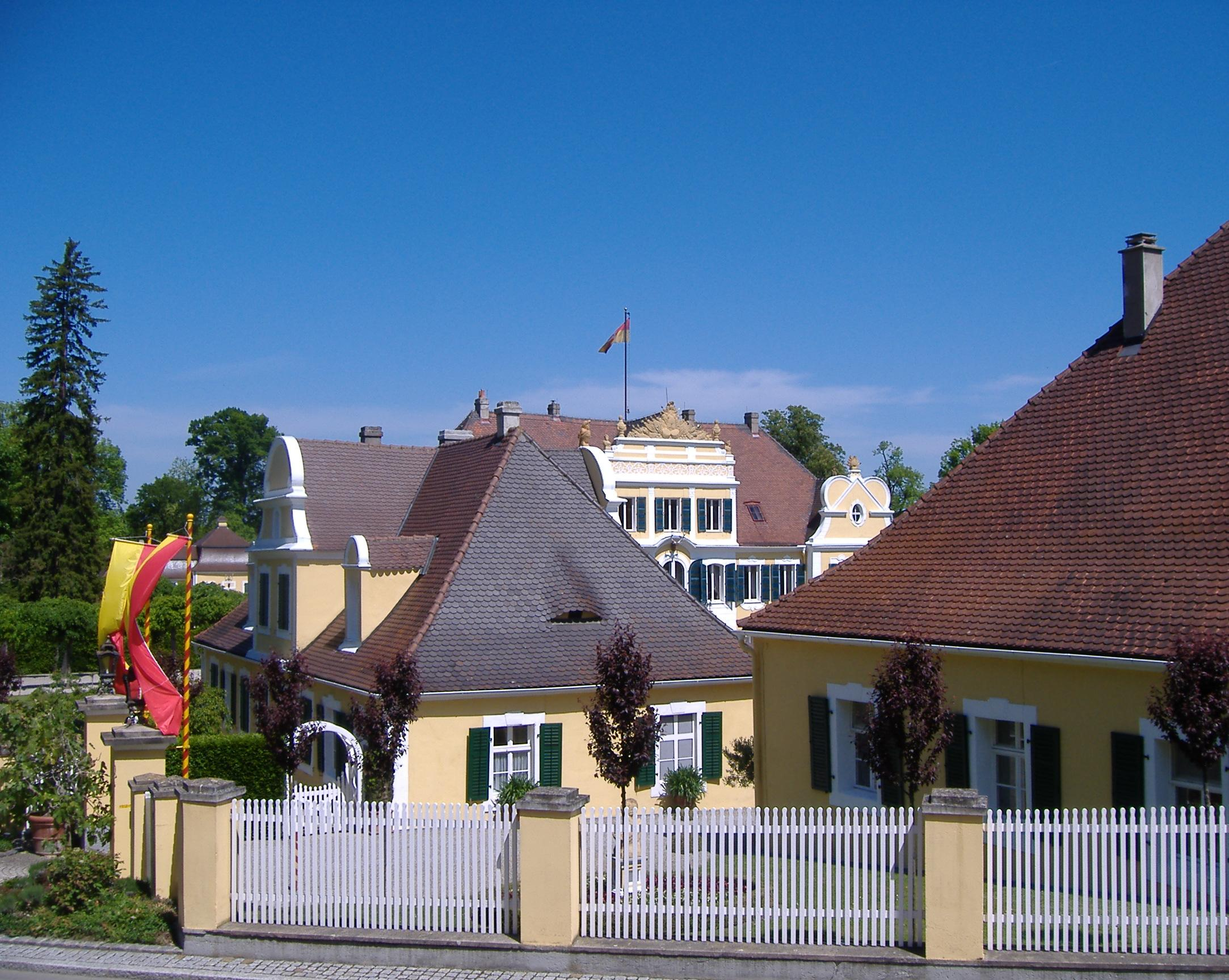
Schloss Hohenaltheim
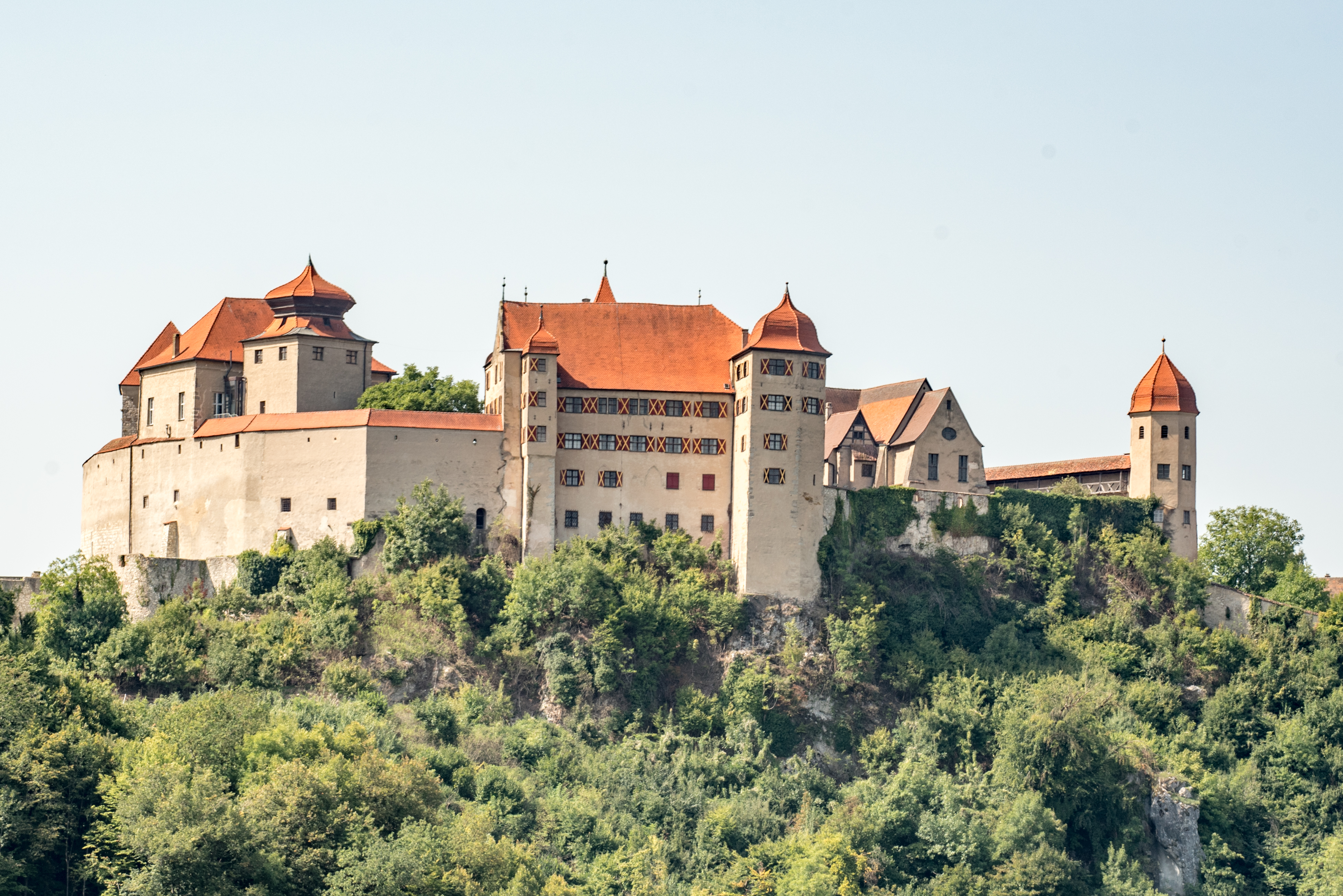
Harburg, seit 2000 im Eigentum der Gemeinnützigen Fürst zu Oettingen-Wallerstein Kulturstiftung

Zu den ehemaligen Besitzungen gehören:

### Ehemals Oettingen-Spielberg
- Burg Spielberg (1363–1983)
- Schloss Kreuth (1878–1952)
- Kloster Mönchsroth
- Herrschaft Schwendi
- Schloss Hochaltingen (1764–1889)

### Ehemals Oettingen-Wallerstein
- Burg Katzenstein (Dischingen) (1572–1939)
- Burg Hochhaus
- Herrschaft Dagstuhl (1690/97–1778 Oettingen-Baldern und Sötern, danach bis 1803 Oettingen-Wallerstein)
- Kloster Mönchsdeggingen
- Kloster Maihingen (1802–1946)
- Kloster Heilig Kreuz in Donauwörth
- Kloster St. Mang in Füssen (1802–1839)
- Schloss Hohenschwangau (1821–1823)
- Schloss Königsaal in Zbraslav, Prag (1825–1909)

### EhemalsOettingen-Oettingen

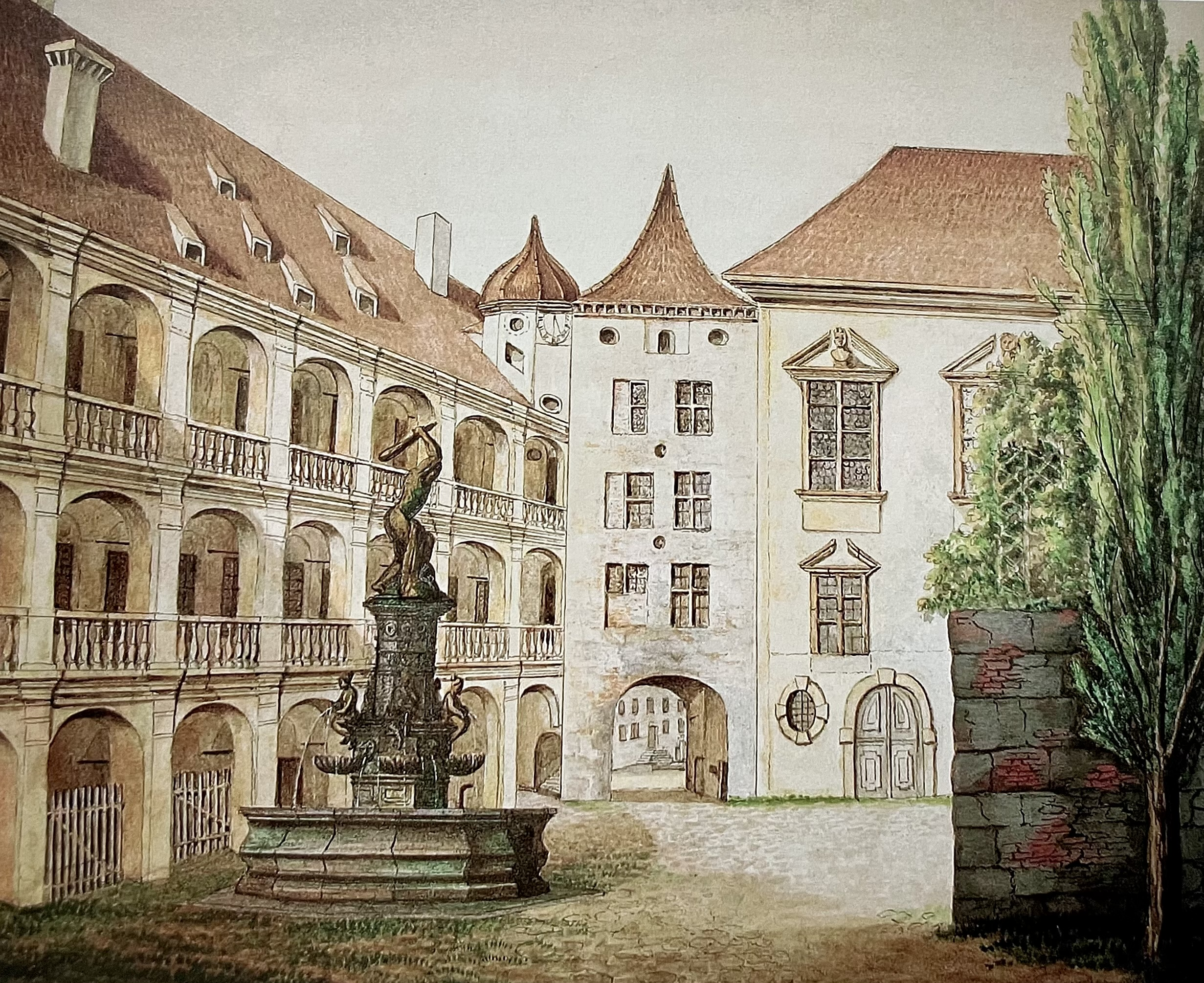
Altes Schloss Oettingen, 1848

- Altes Schloss Oettingen
- Schloss Tiergarten

## Archive und Bibliothek
- Fürstlich Oettingen-Wallersteinsches Archiv Harburg
- Fürstlich Oettingen-Spielbergsches Archiv Harburg
- Oettingen-Wallersteinsche Bibliothek

## Bestattungsorte

### Oettingen
- Kirchheim am Ries: Klosterkirche Mariä Himmelfahrt

### Oettingen-Oettingen
- Harburg (Schwaben): Burg Harburg, Schlosskirche St. Michael

### Oettingen-Wallerstein
- Maihingen: Kloster Maihingen
- Christgarten: Kloster Christgarten
- Seyfriedsberg: Schloss Seyfriedsberg

### Oettingen-Spielberg
- Oettingen: Gruftkapelle